# 茨城県立協和特別支援学校
茨城県立協和特別支援学校（いばらきけんりつ きょうわとくべつしえんがっこう）は、茨城県筑西市にある公立特別支援学校。知的障害者を教育の対象とする。

## 概要
筑西市に1984年に開校され、小学部、中学部、高等部を設置する。通学区域は筑西市（旧関城町の区域を除く）、桜川市。

## 設置学部
- 小学部
- 中学部
- 高等部

## 部活動
サッカー、陸上競技を行う運動部を置く。

## 沿革
- 1984年4月1日 - 茨城県立協和養護学校開校。
- 2012年4月1日 - 校名を「茨城県立協和特別支援学校」と改めた。